# Shervin
Shervin (persisch شروین), andere Schreibweisen: Schervin aber auch Sherwin, ist ein persischer männlicher Vorname. Er ist die Abkürzung von Anuschirvan (Bedeutung: „mit der unsterblichen Seele“), dem Herrschertitel des Großkönigs Chosrau I.
Shervin ist auch der Name vieler Prinzen aus Tabaristan.

## Bekannte Namensträger
- Shervin Farridnejad, deutsch-iranischer Iranist, Religionswissenschaftler und Philologe
- Shervin Haghsheno (* 1975), deutsch-iranischer Bauingenieur und Wirtschaftswissenschaftler
- Shervin Hajipour (* 1997), iranischer Singer und Songwriter
- Shervin Radjabali-Fardi (* 1991), deutscher Fußballspieler
- Shervin Rahmani (* 1987), deutscher Rapper, siehe Mosh36